# Klub Koszykarski Astoria Bydgoszcz
Il K.K. Astoria Bydgoszcz è una società polacca di pallacanestro maschile di Bydgoszcz.
Fondata nel 1924, attualmente milita in Polska Liga Koszykówki, ma in passato ha anche giocato la Coppa Korać.